# Henry Rowland
Henry Rowland, nato Wolfram Von Bock (Omaha, 28 dicembre 1913 – Northridge, 26 aprile 1984), è stato un attore statunitense.
Ha recitato in oltre cento film dal 1940 al 1979 ed è apparso in oltre 70 produzioni televisive dal 1952 al 1979. È stato accreditato anche con i nomi Henry Roland e Cpl. Henry Rowland.

## Biografia
Henry Rowland nacque a Omaha, in Nebraska, il 28 dicembre 1913.
Per la televisione, interpretò, tra gli altri, il ruolo di George Morris in 4 episodi della serie televisiva Le leggendarie imprese di Wyatt Earp dal 1956 al 1958 (più altri 4 episodi con altri ruoli) e vari personaggi minori in numerosi episodi di serie televisive degli anni 50 alla fine degli anni 70, comprese numerose apparizioni come guest star. Interpretò anche numerosi ruoli in film western, come quello di Roy in Duello a Durango del 1957 e quello di Mike McClure in Wagon Team del 1952, e in film di guerra, come quello del medico militare in Vittoria alata del 1944 (per il quale viene accreditato come "caporale Henry Rowland", il grado che aveva conseguito in quel periodo nell'esercito statunitense).
La sua ultima apparizione sul piccolo schermo avvenne nell'episodio Brain Child della serie televisiva L'incredibile Hulk, andato in onda il 5 ottobre 1979, che lo vede nel ruolo del dottor Bruno, mentre per il grande schermo l'ultima interpretazione risale al film Scusi, dov'è il West? del 1979 in cui interpreta un contadino amish.
Conseguì una stella sulla Hollywood Walk of Fame (al 6328) nel 1960. Sposò Eleanor B Rowland (1911-1999). Morì a Northridge, Los Angeles, in California, il 26 aprile 1984 e fu seppellito al National Cemetery di Los Angeles.

## Filmografia

### Cinema
- La tigre del mare (Thunder Afloat), regia di George B. Seitz (1939)
- Safari, regia di Edward H. Griffith (1940)
- Incontro senza domani (Escape), regia di Mervyn LeRoy (1940)
- Underground, regia di Vincent Sherman (1941)
- Il diavolo con le ali (International Squadron), regia di Lothar Mendes e Lewis Seiler (1941)
- Il mio avventuriero (A Yank in the R.A.F.), regia di Henry King (1941)
- Dangerously They Live, regia di Robert Florey (1941)
- Captains of the Clouds, regia di Michael Curtiz (1942)
- Rotta sui Caraibi (Ship Ahoy), regia di Edward Buzzell (1942)
- Pacific Rendezvous, regia di George Sidney (1942)
- The Phantom Plainsmen, regia di John English (1942)
- The Pied Piper, regia di Irving Pichel (1942)
- Berlin Correspondent, regia di Eugene Forde (1942)
- L'avventura impossibile (Desperate Journey), regia di Raoul Walsh (1942)
- Hitler--Dead or Alive, regia di Nick Grinde (1942)
- Casablanca, regia di Michael Curtiz (1942)
- La grande fiamma (Reunion in France), regia di Jules Dassin (1942)
- La luna è tramontata (The Moon Is Down), regia di Irving Pichel (1943)
- La bandiera sventola ancora (Edge of Darkness), regia di Lewis Milestone (1943)
- Nazty Nuisance, regia di Glenn Tryon (1943)
- Appointment in Berlin, regia di Alfred E. Green (1943)
- Sacrificio supremo (First Comes Courage), regia di Dorothy Arzner (1943)
- Sahara, regia di Zoltán Korda (1943)
- Paris After Dark, regia di Léonide Moguy (1943)
- Il canto del deserto (The Desert Song), regia di Robert Florey (1943)
- Resisting Enemy Interrogation (1944)
- Vittoria alata (Winged Victory) (1944)
- Rendezvous 24 (1946)
- The Searching Wind (1946)
- Ultimo orizzonte (Gallant Journey) (1946)
- Dangerous Millions (1946)
- Il 13 non risponde (13 Rue Madeleine) (1947)
- Amore di zingara (Golden Earrings) (1947)
- La donna del traditore (To the Victor) (1948)
- I, Jane Doe (1948)
- La legione dei condannati (Rogues' Regiment), regia di Robert Florey (1948)
- Bastogne (Battleground) (1949)
- Il porto di New York (Port of New York) (1949)
- Bells of Coronado (1950)
- Giungla d'asfalto (The Asphalt Jungle), regia di John Huston (1950)
- The Showdown, regia di Dorrell McGowan e Stuart E. McGowan (1950)
- Le miniere di re Salomone (King Solomon's Mines) (1950)
- Marmittoni al fronte (Up Front) (1951)
- Ho paura di lui (The House on Telegraph Hill) (1951)
- Il vascello misterioso (Sealed Cargo) (1951)
- I dieci della legione (Ten Tall Men) (1951)
- Zombies of the Stratosphere (1952)
- Wagon Team (1952)
- Altra bandiera (Operation Secret) (1952)
- Wyoming Roundup (1952)
- Aquile tonanti (Thunderbirds) (1952)
- Jungle Drums of Africa (1953)
- Navi senza ritorno (Prince of Pirates) (1953)
- Dollari falsi per un assassino (Rebel City) (1953)
- Napoletani a Bagdad (Siren of Bagdad) (1953)
- Topeka (1953)
- Duello all'ultimo sangue (Gun Fury) (1953)
- I fratelli senza paura (All the Brothers Were Valiant) (1953)
- Vigilante Terror (1953)
- I conquistatori della Virginia (Captain John Smith and Pocahontas) (1953)
- El Alaméin (1953)
- I rinnegati del Wyoming (Wyoming Renegades) (1954)
- Fireman Save My Child (1954)
- Ritorno all'isola del tesoro (Return to Treasure Island) (1954)
- Il circo delle meraviglie (Ring of Fear) (1954)
- Giocatore d'azzardo (The Gambler from Natchez) (1954)
- Two Guns and a Badge (1954)
- Il principe degli attori (Prince of Players) (1955)
- The Fast and the Furious (1955)
- Carovana verso il sud (Untamed) (1955)
- La valle dell'Eden (East of Eden), regia di Elia Kazan (1955)
- Duello a Bitter Ridge (The Man from Bitter Ridge) (1955)
- Bacio di fuoco (Kiss of Fire) (1955)
- Bobby Ware Is Missing (1955)
- Voi assassini (Illegal) (1955)
- I pionieri dell'Alaska (The Spoilers) (1955)
- I conquistatori dell'uranio (Uranium Boom) (1956)
- Prima linea (Attack), regia di Robert Aldrich (1956)
- La legge del Signore (Friendly Persuasion), regia di William Wyler (1956)
- La figlia del capo indiano (The White Squaw) (1956)
- Hot Shots (1956)
- Le donne degli ammutinati del Bounty (The Women of Pitcairn Island) (1956)
- Orizzonti lontani (The Big Land) (1957)
- Il mio amico Kelly (Kelly and Me) (1957)
- The Girl in the Kremlin (1957)
- Duello a Durango (Gun Duel in Durango) (1957)
- Il cerchio della vendetta (Shoot-Out at Medicine Bend) (1957)
- Anonima omicidi (Chicago Confidential) (1957)
- Hell on Devil's Island (1957)
- Looking for Danger (1957)
- The Beast of Budapest (1958)
- I giovani leoni (The Young Lions), regia di Edward Dmytryk (1958)
- Furia selvaggia (The Left Handed Gun), regia di Arthur Penn (1958)
- Street of Darkness (1958)
- I fuorilegge della polizia (The Case Against Brooklyn) (1958)
- Il falso generale (Imitation General) (1958)
- Io e il colonnello (Me and the Colonel) (1958)
- Larsen il lupo (Wolf Larsen) (1958)
- Toby Tyler (Toby Tyler, or Ten Weeks with a Circus) (1960)
- Spionaggio al vertice (Man on a String) (1960)
- Sette strade al tramonto (Seven Ways from Sundown) (1960)
- I quattro cavalieri dell'Apocalisse (The Four Horsemen of the Apocalypse), regia di Vincente Minnelli (1962)
- Le ultime 36 ore (36 Hours) (1965)
- I morituri (Morituri), regia di Bernhard Wicki (1965)
- Lungo la valle delle bambole (Beyond the Valley of the Dolls) (1970)
- I 7 minuti che contano (The Seven Minutes), regia di Russ Meyer (1971)
- Agente 007 - Una cascata di diamanti (Diamonds Are Forever) (1971)
- Supervixens, regia di Russ Meyer (1975)
- Ultra Vixens - Tutti gli uomini di Lola Langusta (Beneath the Valley of the Ultra-Vixens), regia di Russ Meyer (1979)
- Scusi, dov'è il West? (The Frisco Kid) (1979)

### Televisione
- Dick Tracy – serie TV, un episodio (1952)
- Il cavaliere solitario (The Lone Ranger) – serie TV, 2 episodi (1950-1956)
- Hopalong Cassidy – serie TV, 2 episodi (1952-1953)
- Cisco Kid (The Cisco Kid) – serie TV, 6 episodi (1952-1955)
- Wild Bill Hickok (Adventures of Wild Bill Hickok) – serie TV, 4 episodi (1952-1955)
- Le avventure di Rex Rider (The Range Rider) – serie TV, 2 episodi (1952)
- Missione pericolosa (Dangerous Assignment) – serie TV, 3 episodi (1952)
- Space Patrol – serie TV, un episodio (1952)
- The Adventures of Kit Carson – serie TV, 4 episodi (1953-1954)
- Le avventure di Gene Autry (The Gene Autry Show) – serie TV, 6 episodi (1953-1954)
- Death Valley Days – serie TV, 2 episodi (1953-1955)
- Roy Rogers (The Roy Rogers Show) – serie TV, 8 episodi (1953-1957)
- Le inchieste di Boston Blackie (Boston Blackie) – serie TV, episodio 2x30 (1953)
- Le avventure di Jet Jackson (Captain Midnight) – serie TV, 4 episodi (1954-1955)
- Annie Oakley – serie TV, 6 episodi (1954-1956)
- Schlitz Playhouse of Stars – serie TV, 4 episodi (1954-1959)
- Cavalcade of America – serie TV, un episodio (1954)
- The Adventures of Falcon – serie TV, un episodio (1954)
- Le avventure di Rin Tin Tin (The Adventures of Rin Tin Tin) – serie TV, 3 episodi (1955-1956)
- Buffalo Bill, Jr. – serie TV, 4 episodi (1955-1956)
- Four Star Playhouse – serie TV, un episodio (1955)
- The Adventures of Ellery Queen – serie TV, un episodio (1955)
- Penna di Falco, capo cheyenne (Brave Eagle) – serie TV, episodio 1x05 (1955)
- Crossroads – serie TV, episodio 1x09 (1955)
- Le leggendarie imprese di Wyatt Earp (The Life and Legend of Wyatt Earp) – serie TV, 8 episodi (1956-1960)
- Tales of the Texas Rangers – serie TV, un episodio (1956)
- Le avventure di Campione (The Adventures of Champion) – serie TV, un episodio (1956)
- The Man Called X – serie TV, un episodio (1956)
- Adventures of Superman – serie TV, un episodio (1956)
- TV Reader's Digest – serie TV, episodio 2x38 (1956)
- Passport to Danger – serie TV, un episodio (1956)
- Cheyenne – serie TV, 2 episodi (1956)
- Furia (Fury) – serie TV, un episodio (1957)
- La pattuglia della strada (Highway Patrol) – serie TV, un episodio (1957)
- Navy Log – serie TV, episodio 3x10 (1957)
- Broken Arrow – serie TV, un episodio (1957)
- Official Detective – serie TV, un episodio (1957)
- Tales of Wells Fargo – serie TV, 2 episodi (1957)
- Tombstone Territory – serie TV, 2 episodi (1958-1959)
- The Adventures of Jim Bowie – serie TV, un episodio (1958)
- I racconti del West (Zane Grey Theater) – serie TV, un episodio (1958)
- Zorro – serie TV, 2 episodi (1958)
- Jefferson Drum – serie TV, un episodio (1958)
- Carovane verso il west (Wagon Train) – serie TV, 2 episodi (1958)
- Man with a Camera – serie TV, episodio 1x11 (1958)
- Sky King – serie TV, 2 episodi (1958)
- The Deputy – serie TV, 2 episodi (1959-1960)
- Laramie – serie TV, 2 episodi (1959-1962)
- Sugarfoot – serie TV, episodio 2x10 (1959)
- Cimarron City – serie TV, episodio 1x20 (1959)
- Westinghouse Desilu Playhouse – serie TV, un episodio (1959)
- Johnny Ringo – serie TV, un episodio (1959)
- The Texan – serie TV, 2 episodi (1959)
- Gli uomini della prateria (Rawhide) – serie TV, episodio 2x04 (1959)
- The Rifleman – serie TV, un episodio (1959)
- Ricercato vivo o morto (Wanted: Dead or Alive) – serie TV, un episodio (1959)
- The Rebel – serie TV, 2 episodi (1960-1961)
- Gli intoccabili (The Untouchables) – serie TV, 2 episodi (1960-1962)
- Bat Masterson – serie TV, un episodio (1960)
- Overland Trail – serie TV, un episodio (1960)
- Avventure lungo il fiume (Riverboat) – serie TV, un episodio (1960)
- Markham – serie TV, un episodio (1960)
- Scacco matto (Checkmate) – serie TV, episodio 1x04 (1960)
- The Best of the Post – serie TV, episodio 1x04 (1960)
- The Case of the Dangerous Robin – serie TV, un episodio (1961)
- Outlaws – serie TV, episodio 1x22 (1961)
- Gunsmoke – serie TV, 2 episodi (1962-1964)
- Mister Ed, il mulo parlante (Mister Ed) – serie TV, un episodio (1962)
- Lawman – serie TV, un episodio (1962)
- Combat! – serie TV, un episodio (1963)
- Going My Way – serie TV, episodio 1x14 (1963)
- Perry Mason – serie TV, un episodio (1963)
- I giorni di Bryan (Run for Your Life) – serie TV, un episodio (1965)
- Organizzazione U.N.C.L.E. (The Man from U.N.C.L.E.) – serie TV, un episodio (1965)
- Hec Ramsey – serie TV, un episodio (1972)
- L'incredibile Hulk (The Incredible Hulk) – serie TV, episodio 3x03 (1979)

## Doppiatori italiani
- Vittorio Cramer in Giungla d'asfalto
- Nino Pavese in Agente 007 - Una cascata di diamanti
- Alessandro Sperlì in Zorro
- Renato Mori in Zorro (ridoppiaggio)
- Giovanni Battezzato in Supervixens